# 134169 Davidcarte
134169 Davidcarte è un asteroide della fascia principale. Scoperto nel 2005, presenta un'orbita caratterizzata da un semiasse maggiore pari a 2,3637338 UA e da un'eccentricità di 0,0915394, inclinata di 7,41175° rispetto all'eclittica.